# Rheopelopia acra
Rheopelopia acra är en tvåvingeart som först beskrevs av Roback 1971.  Rheopelopia acra ingår i släktet Rheopelopia och familjen fjädermyggor. Inga underarter finns listade i Catalogue of Life.